# نبرد بویب
جنگ بویب، جنگی مرزی میان اعراب و ساسانیان در سال ۱۴ هجری قمری بود که در آن اعراب به پیروزی رسیدند. 

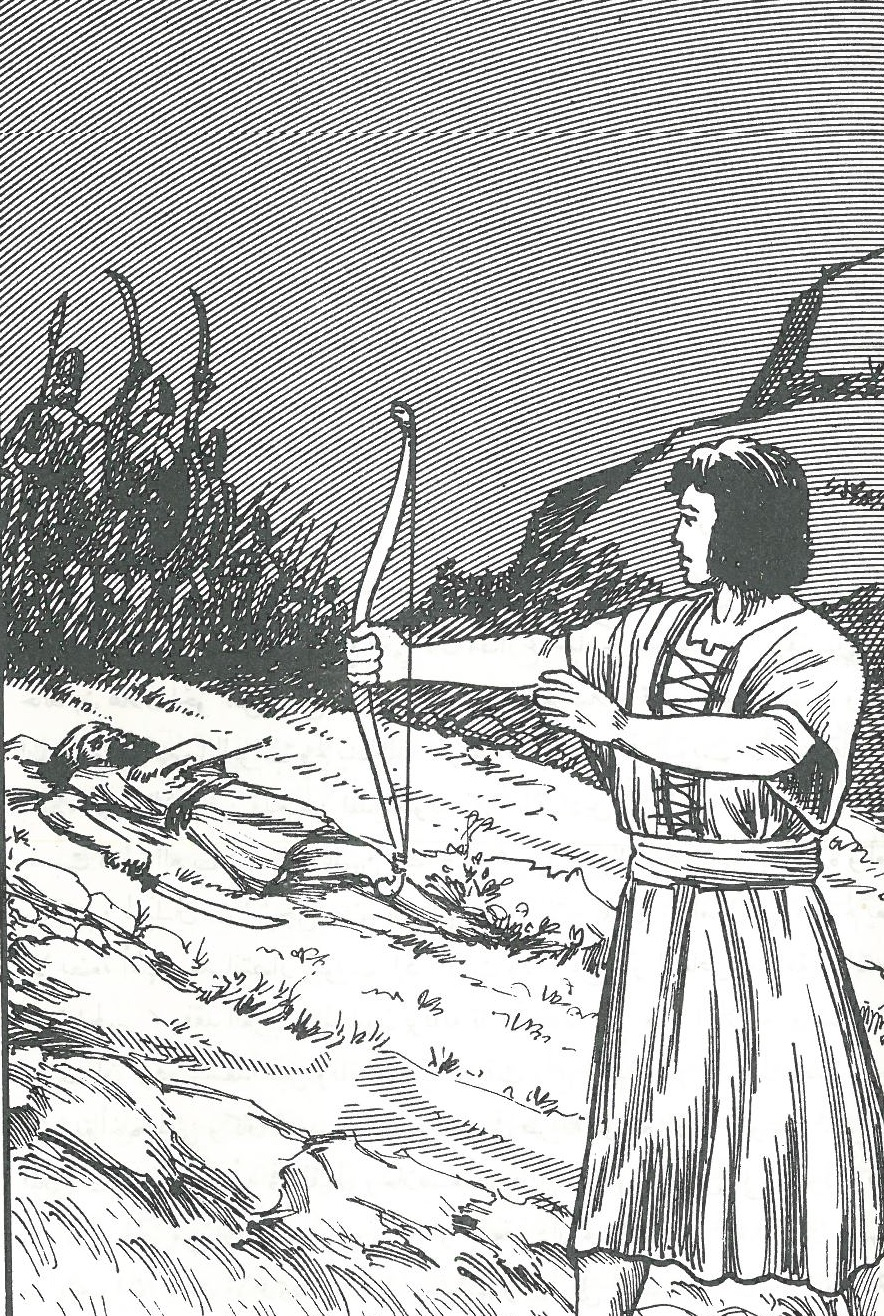
کشته شدن مهران، فرمانده ارتش ساسانیان توسط یک جوان از قبیله مسیحی صحرا گرد

## نام‌ها
این نبرد در کنار رود بویب صورت گرفته است و ازهمین‌رو به نبرد بویب مشهور شده است. این رود از شاخه‌های رود فرات است و از نزدیکی کوفه کنونی می گذرد. نبرد مهران، نبرد نخیله و نبرد یوم الاعشار از دیگر نام‌های این نبرد هستند.

## تاریخ و شرح
درباره تاریخ وقوع این جنگ، اختلافاتی وجود دارد، 
برخی تاریخ نگاران مانند طبری و مسکویه این نبرد را در دوران پادشاهی بوران ذکر کرده اند اما برخی دیگر این نبرد را در ۱۳ نوامبر ۶۳۴ میلادی گزارش کرده‌اند. این درحالی است که مورخانی همچون بلاذری و یعقوبی، این نبرد را در سال ۱۴ قمری براورد کرده‌اند.
در میان منابع، سیف بن عمر تمیمی، ابن اسحاق، ابومخنف و مداینی از این نبرد گزارش‌هایی را آورده‌اند؛ اما محققان روایات سیف بن عمر را به جهت مبالغه‌آمیز بودن، دقیق و قابل اعتماد نمی‌دانند. بنابر روایت ابومخنف، پس از شکست مسلمانان در نبرد پل(با وجود برخی دعوت‌ها به جنگ)، عمر بن خطاب اقدامی در این خصوص نکرد و پس از آن نیز وقتی دعوت به جهاد کرد، مردم از دعوتش سرباز زدند. چندی بعد و آنگاه که جریر بن عبدالله بجلی قصد جنگ با شامیان را داشت، خلیفه وی و طائفه همراهش را با وعده پاداش ربع پنج یک غنایم ، به جنگ در عراق تشویق کرد و در نتیجه این گروه به همراه عده‌ای از اهل رده، روانه جنگ شدند. بر اساس گزارش بلاذری، فرماندهی شاهنشاهی ساسانی نیز با ۱۲ هزار سپاه روانه نبرد با اعراب شد. فرمانده این نبرد، مهران پسر مهربنداد همدانی بود. سپاهیان ایرانی از مدائن راهی حیره شدند و در ساحل فرات اردو زدند. سپاه اعراب نیز در جبهه مقابل رود قرار داشتند. در این میان گروهی از قبایل مسیحی عرب نیز به مسلمانان پیوستند. در اینکه فرمانده سپاه مسلمان جریر بن عبدالله بوده است یا مثنی بن حارثه، اختلافاتی گزارش شده است.

به دلیل اينکه در نبرد جسر اعراب برای رویارویی با ایرانیان از پل گذر کردند و در آخر با شکست روبه رو شدند عمر دستور داده بود تا مسلمانان پیش از پیروزی، اجازه گذشت از رود و پل را نداشته باشند. به همین جهت مسلمانان در ساحل شرقی و محل نخیله اردو زدند. مهران فرمانده ایرانیان سرانجام از رود گذشت و جنگ درگرفت. مسلمانان توانستند با پیوستن قبایل عرب مسیحی به سپاهشان، بر ایرانیان پیروز گردند. منابع این جنگ را «یوم الاعشار» نامیدند چرا که هر مسلمان در جنگ توانست ۱۰ ایرانی را به قتل برساند. مثنی گروهی را به تعقیب فراریان ایرانی گمارد.

## پیامدها
پس از این جنگ، اعراب بر منطقه سواد تا ساحل غربی دجله مسلط شدند و چندین روستای اطراف ساباط را غارت کردند.